# Aartsbisdom Taunggyi
Het aartsbisdom Taunggyi (Latijn: Archidioecesis Taunggyiensis) is een rooms-katholiek aartsbisdom met als zetel Taunggyi, hoofdstad van de staat Shan, in Myanmar. De aartsbisschop van Taunggyi is metropoliet van de kerkprovincie Taunggyi, waartoe ook de suffragane bisdommen Kengtung, Loikaw, Pekhon en Taungngu behoren.

## Geschiedenis
Het aartsbisdom werd opgericht op 21 maart 1961, als het bisdom Taunggyi, uit delen van het bisdom Toungoo, en was suffragaan aan het aartsbisdom Rangoon. Op 17 januari 1998 werd het verheven tot metropolitaan aartsbisdom. 
Het aartsbisdom verloor gebied bij de oprichting van de bisdommen Loikaw (1988) en Pekhon (2005).

## Parochies
Het aartsbisdom had in 2022 een oppervlakte van 14.980 km2 en telde 1.839.000 inwoners waarvan 0,4% rooms-katholiek was.

## Ordinarii

### Bisschoppen
- John Baptist Gobbato (21 maart 1961 - 18 december 1989)

### Aartsbisschoppen
- Matthias U Shwe (bisschop: 18 december 1989, aartsbisschop: 17 januari 1998 - 12 april 2015; hulpbisschop sinds 20 december 1979)
- Basilio Athai (24 juni 2016 - heden; apostolisch administrator sinds 12 april 2015, hulpbisschop sinds 28 juni 2008)